# 阿拉特里 (意大利)
阿拉特里（義大利語：Alatri）是意大利拉齐奥大区弗罗西诺内省的市镇。市镇面积为97平方公里，2017年人口数量为28,807人。

## 友好城市
- 法國 克利松